# Hexatoma (Eriocera) kelloggi
Hexatoma (Eriocera) kelloggi is een tweevleugelige uit de familie steltmuggen (Limoniidae). De soort komt voor in het Oriëntaals gebied.